# Kosei Tani
Kosei Tani (født 22. november 2000) er en japansk fodboldspiller, som spiller for den japanske fodboldklub Gamba Osaka.